# Lisa See
Pour les articles homonymes, voir See.
Œuvres principales
Fleur de neige
Lisa See est une écrivaine américaine d'origine chinoise. Elle est née le 18 février 1955  à Paris et vit aujourd'hui à Los Angeles. C'est avec le roman Fleur de neige paru en 2006 qu'elle rencontre le succès.

## Biographie

### Jeunesse
Lisa See naît le 18 février 1955 à Paris (France). Elle est la fille de Carolyn, professeur de littérature et écrivain, et de Richard See, anthropologue. Son arrière-grand-père paternel, Fong See, est chinois, ce qui a eu une importance cruciale dans sa vie et son œuvre. Ses parents divorcent alors qu'elle a trois ans. Elle vit avec sa mère mais passe beaucoup de temps avec sa famille paternelle dans le quartier de Chinatown de Los Angeles. Elle obtient un BA de l'Université Loyola Marymount en 1979.
Elle est mariée à Richard Kendall. Ils ont deux enfants, Alexander et Christopher.

### Carrière
De 1983 à 1996, Lisa See est journaliste, correspondante locale pour la Côte Ouest du Publishers Weekly. En tant que freelance, elle écrit pour Vogue, Self, The New York Times Book Review, The Los Angeles Times Magazine, The Washington Post Book World, et TV Guide.
Elle publie avec John Espey et sa mère, Carolyn See, sous le nom de plume Monica Highland, deux romans, Lotus Land (1983) et 110 Shanghai Road (1986), et un recueil de cartes postales du début du XXe siècle, Greetings from Southern California (1988).
Son premier livre solo paraît en 1995. On Gold Mountain est la biographie de son arrière-grand-père, émigré chinois aux États-Unis et de sa famille. Un opéra, fondé sur cette histoire et dont elle écrit le libretto, voit le jour en 2000. Elle publie ensuite trois romans policiers : Flower Net (1997), The Interior (1999), et Dragon Bones (2003), qui constituent la série de Red Princess.
Ses romans suivants, Fleur de neige (Prix Relay 2006) et Le Pavillon des pivoines, décrivent les vies de femmes dans la Chine du XIXe et du XVIIe siècle. En 2009, Lisa See publie Filles de Shanghai. Ce dernier relate l'histoire de deux sœurs chinoises qui font face à la « peur rouge » anti-communiste des années 1950 et fuient la Chine pour Los Angeles. La suite de Filles de Shanghai, Ombres chinoises, sort en 2011. Poupées de Chine (paru en 2014) a pour héroïnes les artistes de boîtes de nuit sino-américaines des années 1930 et 1940. En 2017, les femmes akha et le thé pu'er sont au centre du roman La Mémoire du thé.
Son roman, L'Île des femmes de la mer, publié en 2019, se situe sur l'île de Jeju, sous occupation japonaise, où les haenyeo subviennent aux besoins de leurs familles dans une société matriarcale.
Son roman Le Cercle de Lady Tan publié en 2023 (2025 en France) raconte la vie de Tan Yunxian, femme médecin au XVe siècle en Chine.

### Œuvres

#### Traduites en français

##### Série David Stark et Liu Hulan
- La Mort scarabée, Editions Calmann-Lévy, 1998 ((en) Flower Net), Suspense, trad. Annie Hammel, 367 p.  (ISBN 2-7021-2883-1)
- À l'ouest de la montagne, Editions J'ai lu, 2020, ((en) The Interior), trad. Fabienne Gondrand, 640 p.  (ISBN 9782290164242)
- Sur les rives du dragon, Éditions J'ai lu, 2022 (Dragon Bones, 2003)

##### Romans indépendants
- Fleur de neige, Éditions Flammarion, 2006 ((en) Snow Flower and the Secret Fan), trad. Pierre Ménard, 404 p.  (ISBN 978-2-08-068828-6)
- Le Pavillon des pivoines, Éditions Flammarion, 2008 ((en) Peony in Love), trad. Pierre Ménard, 429 p.  (ISBN 978-2-08-120907-7)
- Filles de Shanghai, Éditions Flammarion, 2010 ((en) Shanghai girls), trad. Pierre Ménard, 426 p.  (ISBN 978-2-08-122822-1)
- Ombres chinoises, Éditions Flammarion, 2012 ((en) Dreams of Joy), trad. Pierre Ménard, 453 p.  (ISBN 978-2-08-127645-1)[7]
- Poupées de Chine, Éditions Flammarion, 2014 ((en) China Dolls), trad. Rose Labourie, 400 p.  (ISBN 978-2-08-131425-2)
- La Mémoire du thé, Éditions Flammarion, 2018 ((en) The Tea Girl of Hummingbird Lane), trad. Samuel Sfez, 512 p.  (ISBN 978-2756422428)
- L'Île des femmes de la mer, Éditions Flammarion, 2020 ((en) The Island of Sea Women), trad. Samuel Sfez, 400 p.  (ISBN 978-2756429809)
- Le Cercle de Lady Tan, Éditions Albin Michel, 2025 ((en) Lady Tan's circle of women), trad. Karine Guerre, 464 p.  (ISBN 978-2226491251)

#### Non traduites en français
- (en) Lotus Land, 1985Écrit avec Carolyn See et John Espey.
- (en) 110 Shanghai Road, 1986Écrit avec Carolyn See et John Espey.
- On Gold Mountain, 1995

### Adaptation au cinéma
- Snow Flower and the Secret Fan, réalisation de Wayne Wang, 2011

## Prix et distinctions
- Nommée pour le Prix Barry 1998 du meilleur premier roman pour Flower Net (La Mort Scarabée)[8] ;
- Nommée pour le Prix Edgar-Allan-Poe 1998 du meilleur roman pour Flower Net [9] ;
- Prix de la femme de l'année 2001 de l'Organisation des femmes chinoises américaines ;
- Prix de la Chinese American Museum’s History Makers en 2003 ;
- Prix des libraires de Californie du Sud 2007 du meilleur roman pour Peony in Love[1] ;
- Prix Golden Spike de la Chinese Historical Society of Southern California en 2017[3].